# Juan Carlos Arce (labdarúgó)
Juan Carlos Arce Justiniano (Santa Cruz de la Sierra, 1985. április 10. –) bolíviai labdarúgó, a Club Always csatára/középpályása.